# Spirit (Software)
Spirit, Eigenschreibweise SPIRIT, ist eine BIM/CAD-Software des deutschen Entwicklers Softtech für Architekten, Planer, Ingenieure und Bauzeichner. Spirit wird seit 1986 angeboten.

## Beschreibung und Geschichte
SPIRIT wurde im Jahr 1986 veröffentlicht. 1991 wurde der Source-Code für DataCAD von der amerikanischen Firma Cadkey, Inc. an die deutsche Firma Soft-Tech (heute SOFTTECH GmbH) verkauft. Die Software DataCAD ist die Basis von Spirit, welche durch Modulergänzungen an den europäischen Markt angepasst wurde. Mitte 1989 war SPIRIT das meistverkaufte CAD-Programm für Architekten mit 1500 verkauften Lizenzen.

## Betriebssysteme
SPIRIT lief in den ersten Versionen unter MS-DOS und unterstützte ab dem Release Spirit 6 in den 1990er Jahren nur noch Microsoft Windows als Betriebssystem. Ab der Version Spirit 2013 werden nur noch die Betriebssysteme Windows 7, 8 und 10 unterstützt. Ab der Version 2022 ist SPIRIT ein reines 64-Bit System und unterstützt die Betriebssysteme Windows 10  und 11.

## Varianten

### SPIRIT plan
Die Software SPIRIT plan dient dem reinen 2D-Zeichnen. Das Arbeiten mit Architekturbauteilen ist ebenfalls nur im 2D Bereich möglich. Beim Erstellen von technischen Zeichnungen können in SPIRIT plan neben herkömmlichen Zeichnungselementen noch Symbole, Referenzen, Variablen und Zeichenstile eingesetzt werden.

### SPIRIT pro
Die Pro-Version von Spirit ist ein CAAD-System für die Baubranchen (Architektur, Innenarchitektur, Ingenieurwesen). Mit der Pro-Version ist es möglich 2D-Zeichnungen zum Erstellen von technischen Zeichnungen (Vektorgrafiken) zu erstellen, 3D-Modelle zu erstellen und mit Bauteilen für den Architekturbereich (Wände, Türen, Fenster etc.) zu arbeiten.
Die Besonderheit ist der Explorer (Bibliothek) von SPIRIT. Aus diesem werden die zum Konstruieren von Gebäuden benötigten Bauteile einfach in die Zeichenfläche gezogen und eingesetzt.
Wie bei anderen CAD-Programmen können die Zeichnungen in 2D oder 3D angefertigt werden. Grundrisse, Schnitte und Ansichten, die für das jeweilige Bauvorhaben benötigt werden, werden mit Hilfe der Architekturfunktionen automatisch erstellt.
SPIRIT zählt durch die bauteilorientierte (objektorientierte) Arbeitsweise und durch die integrierte IFC-Schnittstelle zu den „Building Information Modeling“ (BIM) CAD-Systemen.

### SPIRIT BrandSP
Die Version SPIRIT BrandSP ist eine CAD-Software für die Brandschutzplanung. Sie verfügt über Symbole nach DIN EN ISO 14034:6 und ISO 7010, Zeichenstile und Bauteile für die Brandschutzplanung. So können aus den CAD-Plänen Flucht- und Rettungspläne, Brandschutz- sowie Feuerwehrpläne erstellt werden.

## Schnittstellen
Spirit bietet Schnittstellen für verschiedene Dateiformate, darunter DXF, DWG, DWF, IFC, STL und PDF.